# Dafna Dekel
Dafna Dekel (Hebreeuws: דפנה דקל; Asjdod, 7 mei 1966) is een Israëlisch zangeres en actrice.

## Biografie
Dekel startte haar muzikale carrière in 1986, na het beëindigen van haar legerdienst. In 1989 bracht ze haar eerste album uit. Drie jaar later nam ze deel aan Kdam Eurovision, de Israëlische preselectie voor het Eurovisiesongfestival. Met Ze rak sport won ze deze, waardoor ze haar vaderland mocht vertegenwoordigen op het Eurovisiesongfestival 1992. Daar eindigde ze op de zesde plaats. Ze was een van de presentatrices van het Eurovisiesongfestival 1999, dat gehouden werd in Jeruzalem.
1973: Ilanit · 
1974: Poogy · 
1975: Shlomo Artzi · 
1976: Chocolad Menta Mastik · 
1977: Ilanit · 
1978: Izhar Cohen & The Alphabeta · 
1979: Gali Atari & Milk and Honey · 
1981: Hakol Over Habibi · 
1982: Avi Toledano · 
1983: Ofra Haza · 
1985: Izhar Cohen · 
1986: Moti Giladi & Sarai Tzuriel · 
1987: Lazy Bums · 
1988: Yardena Arazi · 
1989: Gili & Galit · 
1990: Rita · 
1991: Duo Datz · 
1992: Dafna Dekel · 
1993: The Shiru Group · 
1995: Liora · 
1998: Dana International · 
1999: Eden · 
2000: Ping Pong · 
2001: Tal Sondak · 
2002: Sarit Hadad · 
2003: Lior Narkis · 
2004: David D'Or · 
2005: Shiri Maimon · 
2006: Eddie Butler · 
2007: Teapacks · 
2008: Bo'az Ma'uda · 
2009: Noa & Mira Awad · 
2010: Harel Skaat · 
2011: Dana International · 
2012: Izabo · 
2013: Moran Mazor · 
2014: Mei Finegold · 
2015: Nadav Guedj · 
2016: Hovi Star · 
2017: Imri Ziv · 
2018: Netta Barzilai · 
2019: Kobi Marimi · 
2021: Eden Alene · 
2022: Michael Ben David · 
2023: Noa Kirel · 
2024: Eden Golan · 
2025: Yuval Raphael
- Bibliothèque nationale de France: cb14168595z (data)
- International Standard Name Identifier: 0000 0000 6865 8280
- Library of Congress Control Number: n2018029491
- MusicBrainz: 6ae30aef-621d-4c83-bc09-9629df8ba4a5
- Nationale Bibliotheek van Israël: 987007428388905171
- Virtual International Authority File: 97350998